# Caloplaca boergesenii
Caloplaca boergesenii är en lavart som först beskrevs av Vain., och fick sitt nu gällande namn av Alexander Zahlbruckner. Caloplaca boergesenii ingår i släktet orangelavar och familjen Teloschistaceae.   Inga underarter finns listade i Catalogue of Life.